# Pedro Vicente Maldonado (ciudad)
Pedro Vicente Maldonado es una ciudad ecuatoriana; cabecera cantonal del Cantón Pedro Vicente Maldonado, de la Provincia de Pichincha, así como la urbe más grande y poblada del noroccidente la misma. Se localiza en la orilla derecha del río Caoní, al noroccidente de la provincia, en los flancos externos de la cordillera occidental de los Andes, a una altitud de 605 m s. n. m. y con un clima lluvioso tropical de 23 °C en promedio.
En el censo de 2022 tenía una población de 7162 habitantes. Sus orígenes datan de mediados del siglo XX, debido a su ubicación geográfica, que enlaza a Quito, con la Provincia de Esmeraldas. Las actividades principales de la ciudad son el comercio, la ganadería, el turismo y la agricultura.

## Geografía

### Relieve y geología
Situado en los flancos externos de la cordillera occidental de los Andes, a una altitud de 605 m s. n. m., en la zona noroccidental del Ecuador, es una de la zonas con mayor pluviosidad del país. Tiene una gran riqueza hidrológica, ubicándose al final de la hoya del río Guayllabamba. El río Caoní pasa por el sur de la ciudad.

### Clima
Es una zona climática lluviosa tropical, su temperatura habitual es de unos 15 a 30 °C en verano. En invierno normalmente hace más calor de 21 a 32 grados y a veces llega a los 36 °C. Su temperatura media es de 23 °C.

## Política
Territorialmente, la ciudad de Pedro Vicente Maldonado está organizada en una sola parroquia urbana. El término "parroquia" es usado en el Ecuador para referirse a territorios dentro de la división administrativa municipal.
La ciudad y el cantón Pedro Vicente Maldonado, al igual que las demás localidades ecuatorianas, se rige por una municipalidad según lo previsto en la Constitución de la República. El Gobierno Autónomo Descentralizado Municipal de Pedro Vicente Maldonado, es una entidad de gobierno seccional que administra el cantón de forma autónoma al gobierno central. La municipalidad está organizada por la separación de poderes de carácter ejecutivo representado por el alcalde, y otro de carácter legislativo conformado por los miembros del concejo cantonal.
La Municipalidad de Pedro Vicente Maldonado, se rige principalmente sobre la base de lo estipulado en los artículos 253 y 264 de la Constitución Política de la República y en la Ley de Régimen Municipal en sus artículos 1 y 16, que establece la autonomía funcional, económica y administrativa de la Entidad.

### Alcaldía
El poder ejecutivo de la ciudad es desempeñado por un ciudadano con título de Alcalde del Cantón Pedro Vicente Maldonado, el cual es elegido por sufragio directo en una sola vuelta electoral sin fórmulas o binomios en las elecciones municipales. El vicealcalde no es elegido de la misma manera, ya que una vez instalado el Concejo Cantonal se elegirá entre los ediles un encargado para aquel cargo. El alcalde y el vicealcalde duran cuatro años en sus funciones, y en el caso del alcalde, tiene la opción de reelección inmediata o sucesiva. El alcalde es el máximo representante de la municipalidad y tiene voto dirimente en el concejo cantonal, mientras que el vicealcalde realiza las funciones del alcalde de modo suplente mientras no pueda ejercer sus funciones el alcalde titular.
El alcalde cuenta con su propio gabinete de administración municipal mediante múltiples direcciones de nivel de asesoría, de apoyo y operativo. Los encargados de aquellas direcciones municipales son designados por el propio alcalde. Actualmente el Alcalde de Pedro Vicente Maldonado es Fabricio Ambuludi Bustamante, elegido para el periodo 2014 - 2019.

### Concejo cantonal
El poder legislativo de la ciudad es ejercido por el Concejo Cantonal de Pedro Vicente Maldonado el cual es un pequeño parlamento unicameral que se constituye al igual que en los demás cantones mediante la disposición del artículo 253 de la Constitución Política Nacional. De acuerdo a lo establecido en la ley, la cantidad de miembros del concejo representa proporcionalmente a la población del cantón.
Pedro Vicente Maldonado posee 5 concejales, los cuales son elegidos mediante sufragio (Sistema D'Hondt) y duran en sus funciones cuatro años pudiendo ser reelegidos indefinidamente. El alcalde y el vicealcalde presiden el concejo en sus sesiones. Al recién instalarse el concejo cantonal por primera vez los miembros eligen de entre ellos un designado para el cargo de vicealcalde de la ciudad.

## Turismo
El turismo en una de las actividades más importantes de Pedro Vicente Maldonado y, en los últimos años, está en constante cambio. La ciudad se encuentra con una creciente reputación como destino turístico por su ubicación en plena selva del Chocó biogeográfico. A través de los años, Pedro Vicente Maldonado ha incrementado su oferta turística; actualmente, el índice turístico creció gracias a la campaña turística emprendida por el gobierno nacional, "All you need is Ecuador". El turismo de la ciudad se enfoca en su belleza natural y deportes de aventura. En cuanto al turismo ecológico, la urbe cuenta con la mayoría de los bosques y atractivos cercanos, que están bajo su jurisdicción.
El turismo de la ciudad se relaciona íntimamente con el resto del cantón; el principal atractivo del cantón es la naturaleza, dotada de una alta biodiversidad. En la zona se puede visitar las diferentes cascadas, hay variedades de artesanías hechas en balsa y de tagua hechas en otros lugares y revendidas en esta localidad. Actualmente en un proceso fundamentalmente económico, apuesta al turismo, reflejándose en los cambios en el ornato de la ciudad. L

## Economía
Alberga algunos organismos financieros y comerciales del país. Su economía se basa en el comercio, el turismo y la agricultura. Las mayores industrias extracción de la ciudad están conformadas por la maderera y agrícola (piscicultura, avicultura, etc.) Los principales ingresos de los pedrovicentinos son: el comercio formal e informal, los negocios, la agricultura y la acuicultura; el comercio de la gran mayoría de la población consta de prime y micro empresas, sumándose de forma importante la economía informal que da ocupación a cientos de personas.
Los índices de rendimiento en la zona no reflejan la real capacidad del suelo, ni el efecto de transferencia de tecnología, las mismas que no logran cubrir las áreas de producción, más afloran el efecto de las condiciones naturales que favorecen la producción de café, cacao, plátano, arroz, achiote, cidra, guayaba, lima. limón, naranja dulce y agria, granadilla, naranjilla, papaya, pepinillo, pimiento, tomate, toronja, zapallo, maíz, Fréjol, arazhá, camote, maní, yuca, maracuyá, chirimoya, caimito, mandarina, ají, rábano, pina, etc. Dentro de las especies que se someten a procesos industriales tenemos: cabuya, palma africana, caucho, caña de azúcar, bambú, palmito, maní, etc.

## Medios de comunicación
La ciudad posee una red de comunicación en continuo desarrollo y modernización. En la ciudad se dispone de varios medios de comunicación como prensa escrita, radio, televisión, telefonía, Internet y mensajería postal. 
- Telefonía: Si bien la telefonía fija se mantiene aún con un crecimiento periódico, esta ha sido desplazada muy notablemente por la telefonía celular, tanto por la enorme cobertura que ofrece y la fácil accesibilidad. Existen 3 operadoras de telefonía fija, CNT (pública), TVCABLE y Claro (privadas) y cuatro operadoras de telefonía celular, Movistar, Claro y Tuenti (privadas) y CNT (pública).

- Radiofusión: Dentro de esta lista se menciona una gran cantidad de sistemas radiales de transmisión nacional y local e incluso de provincias vecinas.

- Medios televisivos: El apagón analógico se estableció para el 31 de diciembre de 2018.

## Deporte
La Liga Deportiva Cantonal de Pedro Vicente Maldonado es el organismo rector del deporte en todo el Cantón Pedro Vicente Maldonado y por ende en la urbe se ejerce su autoridad de control. El deporte más popular en la ciudad, al igual que en todo el país, es el fútbol, siendo el deporte con mayor convocatoria.